# Centro de Espiritualidad Loyola
El Centro de Espiritualidad Loyola es un centro comunitario católico ubicado en la comuna chilena de Padre Hurtado, Región Metropolitana de Santiago. Forma parte de una red de centros Loyola, vinculados estrechamente con la Compañía de Jesús y repartidos por todo el mundo. 

## Historia
El origen del centro comunitario se remonta a las instalaciones del antiguo noviciado católico — llamado también como juniorado jesuita — ubicado en las actuales dependencias del recinto. La gestión de la edificación de este centro de estudios religioso fue dirigida por el sacerdote jesuita Alberto Hurtado, uno de los santos católicos chilenos y por quien lleva el nombre la comuna donde se encuentra ubicado. Fue él quien presidió la ceremonia de colocación de la primera piedra el 8 de septiembre de 1938 y, luego de dos años de construcción, fue inaugurado el 12 de mayo de 1940. Fue en este establecimiento donde el papa Francisco realizó sus estudios como novicio durante su estancia en Chile a la edad de 24 años.
El padre Alberto Hurtado organizó los Ejercicios Espirituales ignacianos en su Casa de Retiro, ubicada dentro de las dependencias del noviciado. Luego de 28 años, el juniorado cerró sus puertas y se convirtió exclusivamente en una Casa de Ejercicios a partir de 1968.